# Thaspiviridae

Schemazeichnung eines Virions der Gattung Nitmarvirus

Thaspiviridae ist die Bezeichnung für eine Familie von Viren, die bislang (Stand Mai 2024) keinen höheren taxonomischen Rängen zugeordnet ist.
Die Familie enthält eine einzige Gattung, Nitmarvirus, mit einer einzigen Spezies (Art), Nitmarvirus maris (früher Nitmarvirus NSV1).
Die natürlichen Wirte sind mesophile Archaeen der Thaumarchaeota. Isoliert wurden drei Varianten, NSV1 bis NSV3, die als verschiedene Stämme (englisch strains) aufgefasst werden.
Der Familienname Thaspiviridae leitet sich ab von ‚Tha-‘ für Thaumarchaeota, ‚spi-‘ für spindelförmig und der Endung für Virusfamilien. Der Gattungsname Nitmarvirus leitet sich ab vom Wirt Nitrosopumilus maritimus (Thaumarchaeota).

## Beschreibung
Die Virionen der drei Isolate NSV1-1, NSV1-2 und NSV1-3 von NSV1 haben einen Durchmesser von 64±3 nm und eine Länge von 112±6 nm, mit einem kleinen Schwanz an einem Ende. Die Morphologie ist ähnlich wie bei den Fuselloviridae und Salterprovirus His1 (Halspiviridae).
Das Genom von NSV1 ist unsegmentiert (monopartit) und besteht aus einem linearen Doppelstrang-DNA-Molekül von 27,5–29 kbp (Kilobasenpaare), die mit 176 (oder mehr) Basenpaaren an invertierten Wiederholungen enden (englisch terminal inverted repeats).
Unter den spindelförmigen Viren findet sich eine solche Genomorganisation nur beim Salterprovirus His1, während alle bekannten Fuselloviren zirkuläre dsDNA-Genome enthalten.
Die Genome der drei NSV1-Isolate sind zu mehr als 95 % identisch und werden daher als Stämme der gleichen Spezies betrachtet.
Die Anzahl der offenen Leserahmen (en. open reading frames, ORFs) in den Genomen von NSV1-1, NSV1-2 und NSV1-3 wurde auf 48, 51 bzw. 48 vorhergesagt.
Mit Ausnahme der proteinprimierten DNA-Polymerase der Familie B (pPolB) weisen die NSV1-Proteine keine nennenswerte  Sequenzähnlichkeit mit den Proteinen anderer bekannter archaealer oder bakterieller Viren auf.
Allerdings ist das pPolB von NSV1 mit mehreren Gruppen von Archaeenviren (sowie mancher nicht-viraler mobiler genetischer Elemente) gemeinsam, die ebenfalls inverted terminal repeats aufweisen.
Zu diesen gehören
- haloarchaeale spindelförmige Viren der Gattung Salterprovirus (Fam. Halspiviridae): His 1 Virus
- pleomorphe Viren der Gattung Gammapleolipovirus (Fam. Pleolipoviridae): His2 Virus
- hyperthermophile flaschenförmige Viren der Familie Ampullaviridae
- ellipsoide Viren der Familie Ovaliviridae
- Casposons (en. Cas1-dependent transposons ‚Cas1-abhängige Transposons‘), die sich in die Genome verschiedener Thaumarchaeota integrieren.

Die pPolB-Sequenzen der NSRs bilden eine Schwestergruppe zu der Klade, die His1- und His2-Viren beinhaltet.
Trotz gemeinsamer Morphologie und Mechanismen der Genomreplikation infizieren die NSVs und His1 sehr unterschiedliche Wirte, die zu verschiedenen Phyla der Archaeen, nämlich Thaumarchaeota bzw. Euryarchaeota, gehören.

## Phylogenie
Die Thaspiviridae sind offenbar sehr eng mit anderen Archaeenviren wie den Fuselloviridae, den Halspiviridae und den Bicaudaviridae verwandt, mit denen sie die gleiche (spindel-, zitronen- oder birnenförmige) Morphologie der Viruspartikel, den Zusammenbau (Assembly), ein SSV1-homologes Viererhelix-Kapsidprotein und ATPasen der AAA-Superfamilie teilen.  Das homologe Protein dieser Viren findet sich auch in der Familie der Clavaviridae (fadenförmigen Archaeenviren).
Im Jahr 2022 wurde eine Idee aus dem Jahr 2014 aufgegriffen und aktualisiert, wonach sich die Spindelviren aus mit den Clavavaviridae verwandten fadenförmigen Viren entwickelt haben, um ein größeres Genom aufzunehmen, der gleiche Weg wurde auch für andere ungewöhnliche Archaeenviren vorgeschlagen.
Die Verwandtschaft zwischen Halspiviridae und Thaspiviridae ist sogar noch enger, da sie nicht nur diese Morphologie teilen, sondern auch lineare Genome und eine homologe DNA-Polymerase. Ihre Genome sind mit Capson-Transposons verwandt.
Dies steht im Gegensatz zu den Spindelviren der Familie der Fuselloviridae und Bicaudaviridae, deren Genome zirkulär und plasmid-verwandt sind.

## Systematik

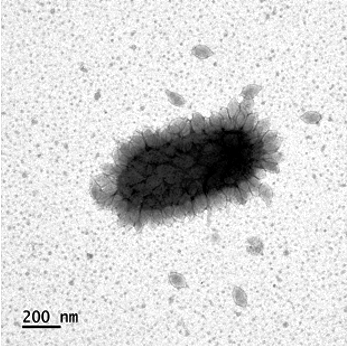
Virionen von Nitrosopumilus spindle-shaped virus 1 an der Oberfläche einer Wirtszelle.

Die Systematik der Familie ist mit Stand Mai 2024 wie folgt:
Familie: Thaspiviridae
- Gattung: Nitmarvirus (früher Nitrosopumilus spindle-shaped virus und ursprünglich als Mitglied der Fuselloviridae vorgeschlagen)
  - Spezies: Nitmarvirus maris (früher Nitmarvirus NSV1)[9]
    - Nitrosopumilus spindle-shaped virus [1] alias Nitrosopumilus maritimus virus [1] (NSV1) mit den Isolaten
      - NSV1-1 (Referenz oder „Exemplar“)
      - NSV1-2
      - NSV1-3

Anmerkung: Das ICTV versieht das Nitrosopumilus spindle-shaped virus mit dem Zähler 1, das NCBI verzichtet teilweise auf diesen Zusatz.
Kim et al. (2019) schlugen folgendes Kladogramm vor (vereinfacht):
|  | Salasmaviridae: Picovirinae                            |
|  |                                                        |
|  | Tectiviridae (monoderm hosts: Gram-positive Bakterien) |
|  |                                                        |

|  | Tectiviridae (diderm hosts: Gram-negative Bakterien) |
|  |                                                      |
|  | Autolykiviridae                                      |
|  |                                                      |

|  | Salasmaviridae: Picovirinae                            |
|  |                                                        |
|  | Tectiviridae (monoderm hosts: Gram-positive Bakterien) |
|  |                                                        |

|  | Tectiviridae (diderm hosts: Gram-negative Bakterien) |
|  |                                                      |
|  | Autolykiviridae                                      |
|  |                                                      |

|  | Salasmaviridae: Picovirinae                            |
|  |                                                        |
|  | Tectiviridae (monoderm hosts: Gram-positive Bakterien) |
|  |                                                        |

|  | Tectiviridae (diderm hosts: Gram-negative Bakterien) |
|  |                                                      |
|  | Autolykiviridae                                      |
|  |                                                      |

|  | Salasmaviridae: Picovirinae                            |
|  |                                                        |
|  | Tectiviridae (monoderm hosts: Gram-positive Bakterien) |
|  |                                                        |

|  | Tectiviridae (diderm hosts: Gram-negative Bakterien) |
|  |                                                      |
|  | Autolykiviridae                                      |
|  |                                                      |

|  | Thaspiviridae: Nitmarvirus |
|  | |
|  | \| \| Halspiviridae: Salterprovirus (His 1 virus) \| \| \| \| \| \| Pleolipoviridae: Gammapleolipovirus (His 2 virus) \| \| \| \| |
|  | |
|  | Halspiviridae: Salterprovirus (His 1 virus)                                                                                       |
|  | |
|  | Pleolipoviridae: Gammapleolipovirus (His 2 virus)                                                                                 |
|  | |

|  | Halspiviridae: Salterprovirus (His 1 virus)       |
|  |                                                   |
|  | Pleolipoviridae: Gammapleolipovirus (His 2 virus) |
|  |                                                   |

|  | Thaspiviridae: Nitmarvirus |
|  | |
|  | \| \| Halspiviridae: Salterprovirus (His 1 virus) \| \| \| \| \| \| Pleolipoviridae: Gammapleolipovirus (His 2 virus) \| \| \| \| |
|  | |
|  | Halspiviridae: Salterprovirus (His 1 virus)                                                                                       |
|  | |
|  | Pleolipoviridae: Gammapleolipovirus (His 2 virus)                                                                                 |
|  | |

|  | Halspiviridae: Salterprovirus (His 1 virus)       |
|  |                                                   |
|  | Pleolipoviridae: Gammapleolipovirus (His 2 virus) |
|  |                                                   |

|  | Salasmaviridae: Picovirinae                            |
|  |                                                        |
|  | Tectiviridae (monoderm hosts: Gram-positive Bakterien) |
|  |                                                        |

|  | Tectiviridae (diderm hosts: Gram-negative Bakterien) |
|  |                                                      |
|  | Autolykiviridae                                      |
|  |                                                      |

|  | Salasmaviridae: Picovirinae                            |
|  |                                                        |
|  | Tectiviridae (monoderm hosts: Gram-positive Bakterien) |
|  |                                                        |

|  | Tectiviridae (diderm hosts: Gram-negative Bakterien) |
|  |                                                      |
|  | Autolykiviridae                                      |
|  |                                                      |

|  | Salasmaviridae: Picovirinae                            |
|  |                                                        |
|  | Tectiviridae (monoderm hosts: Gram-positive Bakterien) |
|  |                                                        |

|  | Tectiviridae (diderm hosts: Gram-negative Bakterien) |
|  |                                                      |
|  | Autolykiviridae                                      |
|  |                                                      |

|  | Salasmaviridae: Picovirinae                            |
|  |                                                        |
|  | Tectiviridae (monoderm hosts: Gram-positive Bakterien) |
|  |                                                        |

|  | Tectiviridae (diderm hosts: Gram-negative Bakterien) |
|  |                                                      |
|  | Autolykiviridae                                      |
|  |                                                      |

|  | Thaspiviridae: Nitmarvirus |
|  | |
|  | \| \| Halspiviridae: Salterprovirus (His 1 virus) \| \| \| \| \| \| Pleolipoviridae: Gammapleolipovirus (His 2 virus) \| \| \| \| |
|  | |
|  | Halspiviridae: Salterprovirus (His 1 virus)                                                                                       |
|  | |
|  | Pleolipoviridae: Gammapleolipovirus (His 2 virus)                                                                                 |
|  | |

|  | Halspiviridae: Salterprovirus (His 1 virus)       |
|  |                                                   |
|  | Pleolipoviridae: Gammapleolipovirus (His 2 virus) |
|  |                                                   |

|  | Thaspiviridae: Nitmarvirus |
|  | |
|  | \| \| Halspiviridae: Salterprovirus (His 1 virus) \| \| \| \| \| \| Pleolipoviridae: Gammapleolipovirus (His 2 virus) \| \| \| \| |
|  | |
|  | Halspiviridae: Salterprovirus (His 1 virus)                                                                                       |
|  | |
|  | Pleolipoviridae: Gammapleolipovirus (His 2 virus)                                                                                 |
|  | |

|  | Halspiviridae: Salterprovirus (His 1 virus)       |
|  |                                                   |
|  | Pleolipoviridae: Gammapleolipovirus (His 2 virus) |
|  |                                                   |

Anmerkung: Die Picovirinae wurden zwischenzeitlich vom ICTV von der ehemaligen Familie Podoviridae in die neue Familie Salasmaviridae verschoben.

## Weiterführende Literatur
- Jong-Geol Kim, Mart Krupovic, Sung-Keun Rhee: Thaspiviridae Proposal 2019.092B (ZIP-Member 2019.092B.A.v1.Thaspiviridae_1nfam.docx), 2019 – accepted (englisch) – mit EM-Aufnahmen.
- Jong-Geol Kim, So-Jeong Kim, Virginija Cvirkaite-Krupovic, Woon-Jong Yu, Joo-Han Gwak et al.: Spindle-shaped viruses infect marine ammonia-oxidizing thaumarchaea. In: Proc Natl Acad Sci USA, Band 116, 16. Juli 2019, S. 15645–15650; doi:10.1073/pnas.1905682116 (englisch) – mit EM-Aufnahmen und Kladogramm.
- Fengbin Wang, Virginija Cvirkaite-Krupovic, Matthijn Vos, Leticia C. Beltran, Mark A. B. Kreutzberger, Jean-Marie Winter, Zhangli Su, Jun Liu, Stefan Schouten, Mart Krupovic, Edward H. Egelman: Spindle-shaped archaeal viruses evolved from rod-shaped ancestors to package a larger genome. In:
  - Biophysical Journal, Band 121, Nr. 3, Februar 2022, S. 148a-149a; doi:10.1016/j.bpj.2021.11.1983, ResearchGate:358561680 (englisch).
  - Cell, Band 185, Nr. 8, 14. April 2022, S. 1297-1307.e11; doi:10.1016/j.cell.2022.02.019, PMID 35325592, PMC 9018610 (freier Volltext), HAL:03620791, Epub 23. März 2022 (englisch).